# Armelle Guinebertière
Armelle Guinebertière (ur. 27 lipca 1944 w Carquefou) – francuska polityk i samorządowiec, posłanka do Parlamentu Europejskiego IV kadencji.

## Życiorys
Absolwentka matematyki na Wydziale Nauk Ścisłych Université de Nantes. Zaangażowała się w działalność polityczną w ramach gaullistowskiego Zgromadzenia na rzecz Republiki. Była radną departamentu Deux-Sèvres z okręgu Cerizay (1985–2004) i radną regionu Poitou-Charentes (1986–1994). W 1988 została przewodniczącą nowo utworzonego związku gmin Pays du Bocage Bressuirais.
W latach 1994–1999 sprawowała mandat eurodeputowanej IV kadencji. Po 2004 nie obejmowała funkcji publicznych, pozostała jednak aktywną działaczką powstałej m.in. na bazie jej ugrupowania Unii na rzecz Ruchu Ludowego.